# طزر
طزر، روستایی از توابع بخش باشتین و در شهرستان داورزن استان خراسان رضوی ایران است.

## جمعیت
جمعیت این روستا در دهستان مهر قرار داشته و بر اساس سرشماری سال ۱۳۸۵ جمعیت آن ۱۵۴ نفر (۵۰ خانوار)
بوده‌است.